# Marres
Os Marres (em georgiano:  მარები marebi) eram uma antiga tribo colca. Eles entraram na história antiga com os escritos de Hecateu de Mileto. Ele dá uma breve descrição da tribo e menciona que eles viveram entre antigos grupos tribais georgianos próximos, macronos e mossínecos. Eles habitavam a periferia sudeste do Mar Negro, mais precisamente as montanhas do nordeste da Anatólia, que constitui, junto com o sul do Cáucaso, a terra natal proposta para os antigos povos georgianos e o território convergente no qual eles foram moldados em uma nação. De acordo com Heródoto, eles tinham o mesmo líder que os colcos, que eram a entidade maior criada por meio de um processo de consolidação política e amálgama de antigas tribos georgianas. Após a rápida ascensão do Império Aquemênida, eles foram incorporados ao XIX Satrapia, junto com outras tribos georgianas muški, tibarenos, macronos e mossínecos.